# Adaptateur (patron de conception)
Pour le terme général, voir Adaptateur.
En génie logiciel, adaptateur (ou wrapper) est un patron de conception (design pattern) de type structure (structural). Il permet de convertir l'interface d'une classe en une autre interface que le client attend.
L’adaptateur fait fonctionner ensemble des classes qui n'auraient pas pu fonctionner sans lui, à cause d'une incompatibilité d'interfaces.

## Applicabilité
Il permet d'intégrer une classe à ne pas modifier, par exemple :
- une API tiers convient au besoin fonctionnel, mais la signature de ses méthodes ne convient pas ;
- l'utilisation d'anciennes classes doit être normalisée, sans pour autant en reprendre tout le code.

Un objet adaptateur sert de liaison entre les objets manipulés et un programme les utilisant, permettant la communication entre classes. Il est utilisé pour convertir l'interface d'un objet vers une autre interface, attendue par le client pour utiliser l'objet en question.

## Structure

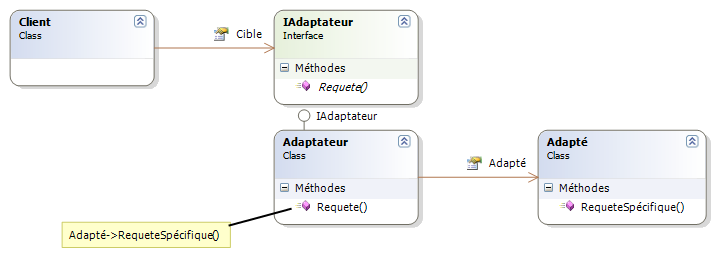
Schéma UML du motif de conception adaptateur.

- IEmployee : définit l'interface métier utilisée par le employee.
- employee : travaille avec des objets utilisant l'interface IEmployee.
- EmployeeManager : définit une interface existante devant être adaptée.
- employeeAdapter : fait correspondre l'interface de Adapté à l'interface IEmployee.

## Mise en œuvre

### Exemple en C++
Un adaptateur pour faire un carré aux coins ronds. Le code est en C++.
```
class
 
Carre
{

  
public
:

    
Carre
();

    
virtual
 
dessineCarre
();

    
virtual
 
Coordonnees
 
*
getQuatreCoins
();

};

class
 
Cercle
{

  
public
:

    
Cercle
();

    
virtual
 
dessineCercle
();

    
virtual
 
void
 
setArc1
(
Coordonnees
 
*
c1
);

    
virtual
 
void
 
setArc2
(
Coordonnees
 
*
c2
);

    
virtual
 
void
 
setArc3
(
Coordonnees
 
*
c3
);

    
virtual
 
void
 
setArc4
(
Coordonnees
 
*
c4
);

    
virtual
 
Coordonnees
 
*
getCoordonneesArc
();

};

class
 
CarreCoinsRondAdaptateur
:
 
public
 
Carre
,
 
private
 
Cercle
{

  
public
:

    
CarreCoinsRondAdaptateur
();

    
virtual
 
void
 
dessineCarre
(){

       
setArc1
(
new
 
Coordonnees
(
0
,
0
));

       
setArc2
(
new
 
Coordonnees
(
4
,
0
));

       
setArc3
(
new
 
Coordonnees
(
4
,
4
));

       
setArc4
(
new
 
Coordonnees
(
0
,
4
));

       
// Fonction qui dessine les lignes entre les arcs

       
dessineCercle
();

    
}

    
virtual
 
Coordonnees
 
*
getQuatreCoins
(){

       
return
 
getCoordonneesArc
();

    
}

};

```

### Exemple en C♯
En C♯ :
```
/// <summary> la signature "IDeveloppeur" utilisée par le client </summary>

public
 
interface
 
IDeveloppeur
 
{

    
/// <summary>  Requete </summary>

    
string
 
EcrireCode
();

}

/// <summary> concrétisation normale de IDeveloppeur par une classe </summary>

class
 
DeveloppeurLambda
 
:
 
IDeveloppeur
 
{

    
public
 
string
 
EcrireCode
()
 
{
 

        
return
 
"main = putStrLn \"Algorithme codé\""
;
 

    
}

}

/// <summary> Adapté qui n'a pas la signature IDeveloppeur </summary>

class
 
Architecte
 
{

    
public
 
string
 
EcrireAlgorithme
()
 
{
 

        
return
 
"Algorithme"
;

    
}

}

/// <summary> Adaptateur qui encapsule un objet qui n'a pas la bonne signature</summary>

class
 
Adaptateur
 
:
 
IDeveloppeur
 
{

    
Architecte
 
_adapté
;

    
public
 
Adaptateur
 
(
Architecte
 
adapté
)
 
{

        
_adapté
 
=
 
adapté
;

    
}

    
public
 
string
 
EcrireCode
()
 
{

        
string
 
algorithme
 
=
 
_adapté
.
EcrireAlgorithme
();

        
return
 
string
.
Format
(
"let main() = printfn \"{0} codé\""
,
 
algorithme
);

    
}

}

//___________________________________________________________________

// Mise en œuvre

/// <summary> Client qui n'utilise que les objets qui respectent la signature </summary>

class
 
Client
 
{

    
void
 
Utiliser
(
IDeveloppeur
 
cible
)
 
{

        
string
 
code
 
=
 
cible
.
EcrireCode
();

        
Console
.
WriteLine
(
code
);

    
}

    
static
 
void
 
Main
()
 
{

        
var
 
client
 
=
 
new
 
Client
();

        
IDeveloppeur
 
cible1
 
=
 
new
 
DeveloppeurLambda
();

        
client
.
Utiliser
(
cible1
);

        
var
 
adapté
 
=
 
new
 
Architecte
();

        
IDeveloppeur
 
cible2
 
=
 
new
 
Adaptateur
(
adapté
);

        
client
.
Utiliser
(
cible2
);

    
}

}

```

### Exemple en PHP
Exemple d'un adaptateur permettant d'obtenir la description d'un véhicule en PHP : 
```
<?php

/**

 * L'interface d'un adapteur de type véhicule

 */

interface
 
VehicleAdapterInterface

{

    
// permet d'avoir une description d'un véhicule

    
public
 
function
 
describe
()
 
:
 
string
;

}

/**

 * L'interface d'une automobile

 */

interface
 
CarInterface

{

    
// getter de la marque

    
public
 
function
 
getBrand
()
 
:
 
string
;

    
    
// getter du modèle

    
public
 
function
 
getModel
()
 
:
 
string
;

    
    
// getter de la version

    
public
 
function
 
getVersion
()
 
:
 
string
;

}

/**

 * L'interface d'un vélo

 */

interface
 
BikeInterface

{

    
// getter de la marque

    
public
 
function
 
getBrand
()
 
:
 
string
;

    
    
// getter du modèle

    
public
 
function
 
getModel
()
 
:
 
string
;

}

/**

 * Classe Car implémentant la CarInterface

 */

class
 
Car
 
implements
 
CarInterface
 

{

    
public
 
function
 
__construct
(

        
private
 
string
 
$brand
,

        
private
 
string
 
$model
,

        
private
 
string
 
$version
,

    
)
 
{}

      
    
public
 
function
 
getBrand
()
 
:
 
string
 
    
{

        
return
 
$this
->
brand
;

    
}

    
public
 
function
 
getModel
()
 
:
 
string

    
{

        
return
 
$this
->
model
;

    
}

    
public
 
function
 
getVersion
()
 
:
 
string

    
{

        
return
 
$this
->
version
;

    
}

}

/**

 * Classe Bike implémentant la BikeInterface

 */

class
 
Bike
 
implements
 
BikeInterface
 

{

    
public
 
function
 
__construct
(

        
private
 
string
 
$brand
,

        
private
 
string
 
$model

    
)
 
{}

      
    
public
 
function
 
getBrand
()
 
:
 
string
 
    
{

        
return
 
$this
->
brand
;

    
}

    
public
 
function
 
getModel
()
 
:
 
string

    
{

        
return
 
$this
->
model
;

    
}

}

/**

 * La classe Car n'ayant pas la méthode "describe" de l'interface 

 * "VehicleAdapterInterface", nous créons l'adapteur qui l'implémentera.

 */

class
 
CarAdapter
 
implements
 
VehicleAdapterInterface

{

    
public
 
function
 
__construct
(

        
private
 
CarInterface
 
$car

    
)
 
{}

    
    
public
 
function
 
describe
()
:
 
string
 
    
{

        
return
 
sprintf
(

            
'%s %s %s'
,
 
            
$this
->
car
->
getBrand
(),
 
            
$this
->
car
->
getModel
(),

            
$this
->
car
->
getVersion
(),

        
);

    
}

}

/**

 * La classe Bike n'ayant pas la méthode "describe" de l'interface 

 * "VehicleAdapterInterface", nous créons l'adapteur qui l'implémentera.

 */

class
 
BikeAdapter
 
implements
 
VehicleAdapterInterface

{

    
public
 
function
 
__construct
(

        
private
 
BikeInterface
 
$bike

    
)
 
{}

    
    
public
 
function
 
describe
()
:
 
string
 
    
{

        
return
 
sprintf
(

            
'%s %s'
,
 
            
$this
->
bike
->
getBrand
(),
 
            
$this
->
bike
->
getModel
()

        
);

    
}

}

// Affichage de la description pour une automobile

$car
 
=
 
new
 
Car
(
"Lancia"
,
 
"Dedra"
,
 
"2.0 turbo D"
);

$carAdapter
 
=
 
new
 
CarAdapter
(
$car
);

echo
 
$carAdapter
->
describe
()
.
PHP_EOL
;

// Affichage de la description pour une vélo

$bike
 
=
 
new
 
Bike
(
"Decathlon"
,
 
"Rockrider"
);

$bikeAdapter
 
=
 
new
 
BikeAdapter
(
$bike
);

echo
 
$bikeAdapter
->
describe
();

```

## Utilisations connues
On peut également utiliser un adaptateur lorsque l'on ne veut pas développer toutes les méthodes d'une certaine interface[réf. nécessaire]. Par exemple, si l'on doit développer l'interface MouseListener en Java, mais que l'on ne souhaite pas développer de comportement pour toutes les méthodes, on peut dériver la classe MouseAdapter. Celle-ci fournit en effet un comportement par défaut (vide) pour toutes les méthodes de MouseListener.
Exemple avec le MouseAdapter :
```
 
public
 
class
 
MouseBeeper
 
extends
 
MouseAdapter

 
{

   
public
 
void
 
mouseClicked
(
MouseEvent
 
e
)
 
{

     
Toolkit
.
getDefaultToolkit
().
beep
();

   
}

 
}

```

Exemple avec le MouseListener :
```
 
public
 
class
 
MouseBeeper
 
implements
 
MouseListener

 
{

   
public
 
void
 
mouseClicked
(
MouseEvent
 
e
)
 
{

     
Toolkit
.
getDefaultToolkit
().
beep
();

   
}

   
public
 
void
 
mousePressed
(
MouseEvent
 
e
)
 
{}

   
public
 
void
 
mouseReleased
(
MouseEvent
 
e
)
 
{}

   
public
 
void
 
mouseEntered
(
MouseEvent
 
e
)
 
{}

   
public
 
void
 
mouseExited
(
MouseEvent
 
e
)
 
{}

 
}

```